# Петти, Уильям
Уильям Петти (Вильям Петти; англ. William Petty; 1623—1687) — английский статистик и экономист, один из основоположников классической политической экономии в Англии; занимался торговлей, служил в королевском флоте, изучал медицинские науки, читал физику и анатомию в Оксфорде; один из основателей Королевского общества, в 1658 году состоял членом парламента.

## Биография
Уильям Петти родился в 1623 году в городе Ромси, на юге Англии, в семье суконщика. В детстве, в годы учёбы в городской школе, изучаемые дисциплины и особенно латынь постигал с заметной лёгкостью. В 14 лет ушёл из дома, нанявшись юнгой на корабль. Уже через год он был высажен на берег на севере Франции из-за перелома ноги. Благодаря знанию латыни, Уильям Петти был принят в Канский коллеж. Там он дополнительно овладел греческим и французским языками, математикой, астрономией.
В 1640 году Уильям Петти возвращается в Лондон. Он зарабатывает на жизнь черчением морских карт, а затем — службой в военном флоте. В 1643 году покидает Англию и переезжает на континент для продолжения учёбы. Четыре года обучения проходят в Амстердаме и Париже. Завершил медицинское образование Уильям Петти всё же на родине, проучившись ещё три года в Оксфордском университете.
В первом его сочинении, «Advice for the advancement of some particular parts of learning» (1646), рекомендовалось более практическое направление образования. В 1647 году Петти выдан патент на изобретённую им копировальную машину.
В 1650 году, в возрасте 27 лет, Уильям Петти получил степень доктора физики и занял должность профессора анатомии в одном из английских колледжей.
В 1651 году стал врачом при главнокомандующем английской армией в Ирландии. После окончания войны ему было поручено возглавить работу по составлению кадастра ирландских земель. По собственным подсчётам, ему удалось заработать 9 тысяч фунтов стерлингов. Петти стал крупным землевладельцем, оформив на своё имя скупку земли на разных концах острова за всех тех офицеров и солдат, кто не мог или не хотел дожидаться получения своего земельного надела. В 1661 году Уильям Петти был возведён в рыцарское звание сэр. После реставрации Уильям Петти был генерал-контролёром Ирландии и был возведён в достоинство пэра.

## Взгляды
В своих экономических воззрениях Уильям Петти является одним из представителей движения против теории меркантилизма. Главные его работы по политической экономии: «Quantulumcunque or а tract concerning money» (1680) и «Treatise of taxes and contributions» (Трактат о налогах и сборах) (1662). Это было одним из главных его сочинений, в котором он стремился показать герцогу Ормондскому, назначенному вице-королем Ирландии, пути увеличения налоговых доходов. Петти в этой работе наиболее полно изложил свои экономические взгляды. Здесь он одним из первых выдвигает положение о том, что ценность предметов определяется количеством затраченного на их производство труда. Деньги подчиняются общему закону ценности; они ускоряют и облегчают обмен, но богатство страны не заключается в одних деньгах; их излишек так же вреден для народного богатства, как и недостаток. Основываясь на этом, Петти отрицает теорию торгового баланса. Он высказывается против регулирования высоты процентов и против чрезмерного государственного вмешательства. Уильям Петти оказал услуги развитию статистики, именно так называемой политической арифметики. В своих «Essays in political arithmetic» (об умножении человечества и росте города Лондона, о смертности в Дублине по метрикам 1631 года, об экономическом состоянии Лондона, Парижа и Рима) Петти делает статистические вычисления и сопоставления на основании собранных им цифр, например, о населении земного шара в разные периоды времени, о периодах удвоения населения, о сравнительном богатстве разных стран и т. п. Многие его расчёты основывались на предположительных и произвольных данных.

## Труды
- Вильям Петти Экономические и статистические работы. Т. I—II. Перевод под ред. Смит М. Н. — Москва: Государственное социально-экономическое издательство, 1940. — 323 с.